# Boki (langue)
Pour les articles homonymes, voir Boki.
Le boki est une langue bendi parlée au Nigeria et au Cameroun, principalement par l'ethnie des Boki.

## Noms alternatifs
Il est également appelé bokyi, nfua, nki, okii, osikom, osukam, uki et vaaneroki.

## Utilisation
Il est parlé par 282 900 personnes, dont :
- 275 000 au Nigeria en 2020, principalement dans la zone de gouvernement local de Boki, dans l'État de Cross River, où c'est une langue importante dans la région qui est utilisée par tous ;
- 7 900 au Cameroun en 2005, principalement dans la zone d'Akwaya dans le département du Manyu et le long de la frontière nigériane au nord-ouest de Mamfé, dans la région du Sud-Ouest, où il est utilisé par tous les adultes mais seulement une partie des jeunes (il est classé comme « menacé » par Ethnologue, Languages of the World, car il semble perdre des locuteurs dans ce pays).

## Classification
L'obanliku fait partie des langues bendi, un groupe de langues nigéro-congolaises, qui ont été classées parmi les langues cross river (c'est encore le cas pour Ethnologue), mais pour Roger Blench (en) et d'autres linguistes, elles font plutôt partie des langues bantoïdes méridionales (Glottolog reprend cette classification).
Il peut s'écrire grâce à l'alphabet latin depuis 1971.

### Dialectes
Au Nigeria sont parlés les dialectes du basua (bashua), irruan (eerwee, erwan), boje (bojie), kwakwagom, nsadop, osokom, wula (baswo, kecwan, okundi), oku, boorim, oyokom, abo (abu) et du boki de l'Est (bokyi oriental) ; tandis que le basua, le boki, et l'iruan sont parlés au Cameroun.